# Benedikt Kastner
Benedikt Kastner (* 28. Dezember 1986 in Garmisch-Partenkirchen) ist ein deutscher Eishockeyspieler, der seit 2016 für den TSV Farchant spielt.

## Karriere
Kastner spielte zunächst für den SC Riessersee in der Deutschen Nachwuchsliga, ehe er in der Saison 2004/05 erstmals für die erste Mannschaft seines Heimatvereins in der Oberliga aufs Eis ging. Nachdem er in der Saison 2006/07 mit dem SC Riessersee den Aufstieg in die 2. Bundesliga geschafft hatte, wechselte er zu den Moskitos Essen. Nach der Insolvenz der Moskitos im Sommer 2008 zog es ihn zurück in seine Heimat zum SC Riessersee, für die er in der Saison 2009/09 in der 2. Bundesliga spielte. Doch nach nur einer Saison verließ er den SCR erneut und wechselte aus familiären Gründen zurück zu den Moskitos nach Essen in die Regionalliga. Mit den Moskitos feierte er 2010 die Regionalliga-Meisterschaft und den Aufstieg in die Oberliga.
In der Saison 2011/12 spielt er für den EHC Dortmund.

Im Mai 2012 wurde sein Wechsel, zusammen mit Teamkameraden Sebastian Eickmann zurück zu seinem Heimatverein, dem SC Riessersee bekannt gegeben.

## Karrierestatistik
(Legende zur Spielerstatistik: Sp oder GP = absolvierte Spiele; T oder G = erzielte Tore; V oder A = erzielte Assists; Pkt oder Pts = erzielte Scorerpunkte; SM oder PIM = erhaltene Strafminuten; +/− = Plus/Minus-Bilanz; PP = erzielte Überzahltore; SH = erzielte Unterzahltore; GW = erzielte Siegtore; 1 Play-downs/Relegation; Kursiv: Statistik nicht vollständig)